# ليوناردو (مسلسل)
ليوناردو هو مسلسل تلفزيوني بريطاني من إنتاج تلفزيون CBBC البريطاني عام 2011. يروي العمل قصة الفنان العالمي ليوناردو دا فينشي الذي عاش في فلونسا بإيطاليا في القرن الخامس عشر، ويضيء على مرحلة المراهقة والشباب لديه، وعلى البيئة التي عاش فيها. كما يركّز المسلسل التلفزيوني على الصفات الديناميكية التي تميّز بها عدد من الشخصيّات التي عاصرت ليوناردو وعاشت معه في شبابه امثال الموسيقي لورينزو دي ميديشي والرسامة ليزا ديل جيوكوندو.

## جوائز
فاز مسلسل ليوناردو في عام 2012 بثلاثة جوائز من «كيدسكرين» لأفضل مسلسل أطفال (من غير الرسوم المتحركة) أو مختلط، وبجائزة أفضل موسيقى وأفضل تصميم. كما تم ترشيح العمل للحصول على جائزة «نوفيلو ايفور» لجائزة أفضل موسيقى مسلسل تلفزيوني، وجائزة أفضل برنامج للشباب في مهرجان وسائل الإعلام العالمية بانف، وجائزة للرواية الشبابية في روز الذهبية. كما ترشح لجائزة تلفزيون الأطفال في مهرجان لجائزة «بريكس الشبابية» للمهرجان الدولي بميونيخ.

## روابط خارجية
- ليوناردو على موقع IMDb (الإنجليزية)
- ليوناردو على موقع كينوبويسك (الروسية)
- ليوناردو على موقع قاعدة بيانات الفيلم (الإنجليزية)